# ロンドン・クラシカル・プレイヤーズ
ロンドン・クラシカル・プレイヤーズ（英語: London Classical Players）は、イギリスの古楽器オーケストラ。

## 沿革・概要
1975年創設の「ロンドン・バロック・プレイヤーズ」を前身として、1978年にロジャー・ノリントンによって設立された。1997年にノリントンの度重なる入院によって解散し、エイジ・オブ・インライトゥメント管弦楽団に吸収合併されるまで、EMIレーベルに盛んに録音を行なった。
早くからロマン派音楽に目を付けていた点で国内外の古楽器オーケストラと一線を画し、ベルリオーズの《幻想交響曲》の録音に最初にオフィクレイドを復活させた。緻密な歴史考証とノリントンの情熱的な指揮とが相俟って、力強い演奏を行なった。

## レパートリー
レパートリーは、パーセル以降のバロック音楽から、モーツァルト（交響曲、ピアノ協奏曲、『魔笛』）、ベートーヴェン（交響曲全集）、ロッシーニ（序曲集）、シューマン、メンデルスゾーン、ワーグナー（序曲・前奏曲集）、ブラームス（交響曲全曲録音、悲劇的序曲、ハイドン変奏曲、ドイツ・レクイエム、葬送モテット）、スメタナ（連作交響詩『わが祖国』）まで。